# Wakapau River
Wakapau River är en vänsterbiflod till Pomeroon i Guyana.